# Enrico Boccadoro
Enrico Boccadoro (Roma, 11 dicembre 1974 – Roma, 25 novembre 2017) è stato un cantautore italiano.

## Biografia
Comincia a scrivere canzoni a 14 anni, ispirandosi ai grandi interpreti della musica d'autore nostrana e straniera.
Nel 1991 partecipa, appena sedicenne, al 33º Festival di Castrocaro, giungendo alla finale televisiva trasmessa su Rai Uno, insieme ad artisti come Nek, Luisa Corna, 883, in un'edizione che vedeva debuttare sulla scena della grande musica italiana anche personaggi come Laura Pausini e Riccardo Sinigallia.
Nel 1993 partecipa al Palmolive tour di Radio Dimensione Suono, toccando in quell'estate le principali città italiane.
Nel 1994 pubblica il suo primo album Stanno amandosi, che Enrico presenta al Festival Italiano di Canale 5, interpretando la canzone che dà il titolo all'album, che ottiene grandi riconoscimenti di pubblico e critica. I singoli estratti dall'album gli danno modo di partecipare a varie trasmissioni televisive, tra cui Non è la Rai e Domenica In.
Seguono molte esperienze Live, dal 1995 al 1997, con esibizioni durante i concerti di artisti quali Laura Pausini, Massimo Di Cataldo ed Ivan Graziani.
Nel 2003, dopo anni di lavoro come autore di sigle televisive e brani per diversi colleghi, Enrico torna in prima persona sulla scena musicale, presentando Niente fa paura a Un disco per l'estate, ottenendo un notevole successo radiofonico.
Nel 2005 partecipa nella sezione Giovani del 55º Festival della canzone italiana di Sanremo con Dov'è la terra capitano, brano che gli vale l'assegnazione del premio AFI come migliore canzone d'autore in quella edizione. La regia del relativo videoclip è stata affidata a Silvio Muccino. Nei giorni seguenti, viene pubblicato sul territorio nazionale l'album Dov'è la terra capitano, contenente 12 canzoni che spaziano in modo originale e sensibile tra temi sociali e storie d'amore.
Nel 2007 Enrico è tra gli autori delle musiche originali dello spettacolo teatrale Mettici la faccia, interpretato dall'attore Max Giusti, spettacolo che fa registrare il tutto esaurito per molte settimane al Teatro Olimpico di Roma.
Nel febbraio del 2008 esce Lucchettiamoci, brano inedito in vendita esclusivamente sul portale ITunes.
Nel 2009 è tra gli autori delle musiche originali dello spettacolo teatrale "Comici in gabbia" rappresentato con successo per oltre un mese al Teatro de' Servi di Roma.
Nel 2010 Enrico è autore, insieme a Fabio Parisella, delle musiche originali dello spettacolo teatrale "Radio Trip", diretto da Riccardo Graziosi, in scena al teatro Morgana, ex Brancaccino,  per tutto il mese di aprile.
Sempre nel 2010 Enrico è autore ed interprete della sigla di apertura del programma televisivo "Capotavola", in onda, per tutta l'estate, ogni sabato su Rai 2.
Nel 2012 Enrico è l'autore del brano Cantare interpretato da Stefania Bivone, Miss Italia 2011, brano che riesce ad approdare tra le 60 canzoni finaliste di Sanremo Social 2012.
Nel dicembre del 2013 Enrico è l'autore del brano Da quando ci sei , inedito interpretato da Annalisa Minetti e Marco Bonafaccia, estratto dall'album Canti di lode e adorazione - vol. 1.
Il 26 maggio 2014 viene invitato dalla S.S. Lazio all'inaugurazione dell'academy Bob Lovati dove presenta l'inno "Lazio ti amo", inno scritto ed interpretato da Enrico.
Nel dicembre 2015 Enrico è autore della musica e del testo del brano " Ci vuole amore", brano interpretato dal gruppo
"Fuori Controllo". L'anteprima assoluta del brano avviene sullo storico palcoscenico del Maurizio Costanzo Show durante la puntata di domenica 29 novembre in prima serata sulle reti Mediaset.
Nel dicembre 2016 Enrico è autore della musica e del testo del brano La musica sta cambiando interpretato dal gruppo "Fuori controllo". Il video del brano fa registrare sul canale Vevo oltre 200.000 visualizzazioni in poche settimane.
Il 25 aprile 2017 Enrico è ospite dell'Earth Day di Roma, la giornata Mondiale della Terra, dove interpreta in versione acustica "Dov'e' la terra capitano" e " Semplicemente amore".
Il 28 giugno 2017 Enrico è autore ed interprete di due brani originali composti su antiche canzoni religiose Ebraiche all'interno dello spettacolo teatrale "50 anni Ebrei di Libia" andato in scena al Teatro di Roma-Teatro Argentina.
Muore a Roma il 25 novembre 2017 all'età di soli 42 anni.

## Discografia

### Album
- 1994 - Stanno amandosi
- 2005 - Dov'è la terra capitano